# Gianni Vagliani
Gianfelice Vagliani (Morbegno, 22 giugno 1926 – Roma, 8 gennaio 2000) è stato un attore e doppiatore italiano.

## Filmografia parziale
- Stradivari, regia di Giacomo Battiato (1988)
- Le comiche 2, regia di Neri Parenti (1991) - voce
- Missione d'amore, regia di Dino Risi – miniserie TV  (1992)
- Un commissario a Roma – serie TV, episodio 1x08 (1993)
- Viaggi di nozze, regia di Carlo Verdone (1995)
- Classe mista 3ª A, regia di Federico Moccia (1996)
- Pazza famiglia – serie TV, episodio 2x01 (1996)
- Leo e Beo, regia di Rossella Izzo – miniserie TV  (1998)

## Doppiaggio

### Film cinema
- Don Rickles in Casinò, Dirty Work - Agenzia lavori sporchi
- Ronnie Stevens in Genitori in trappola
- John Houseman in Una pallottola spuntata
- John MacKay in Stato di grazia
- Yusef Bulos in Il grande fiume del Nord
- Arsenio Trinidad in L'uomo ombra
- Arte Johnson in L'isola di Jeremy
- Nicholas Pryor in L'ultimo appello
- Harry Morgan in Family Plan - Un'estate sottosopra
- John Aylward in Buddy, un gorilla per amico
- Abdolrahman Bagheri in Il sapore della ciliegia
- Giancarlo Lolli in Svitati
- Don Knotts in Pleasantville
- Barbet Schroeder in Mars Attacks!
- Rance Howard in L'agguato - Ghosts from the Past
- Tony La Fortezza e Robert Cornthwaite in Who's That Girl

### Film d'animazione
- Tockins ne La bella e la bestia, La bella e la bestia: Un magico Natale, Il mondo incantato di Belle
- Sultano di Agrabah in Aladdin, Il ritorno di Jafar, Aladdin e il re dei ladri
- Simpson ne Il vento dell'Amnesia

### Telenovelas
- Luis Gimeno in María Mercedes

### Serie animate
- Jasper (st. 1-10), Capitano Kirk ne I Simpson
- Sultano di Agrabah in Aladdin
- J. Gander Hooter in Darkwing Duck
- Crosta in Dink il piccolo dinosauro